# ساندرو گائوچو (بازیکن فوتبال، زاده ۱۹۶۸)
ساندرو گائوچو (پرتغالی: Sandro Gaúcho؛ زادهٔ ۲۷ ژوئن ۱۹۶۸) بازیکن سابق و مربی فوتبال اهل برزیل است.
از باشگاه‌هایی که در آن بازی کرده است می‌توان به باشگاه ورزشی سائو کتانو و باشگاه فوتبال کوریتیبا اشاره کرد.